# حليمة بن حدو
حليمة بن حدو كاتبة مغربية من مواليد 06 مارس 1954 في مدينة وهران الجزائرية من أبوين مغربيين.

## سيرتها
أصيبت في سن الحادية عشرة بـشلل نصفي، والذي شخصه الأطباء بأنه نوع من شلل الأطفال، فمنعتها إعاقتها من الذهاب إلى المدرسة، فاضطرت إلى التوقف عن الدراسة لتصبح القراءة ملجأها. وفي عام 1973 التحقت بوالديها في المغرب، بداية في وجدة، ثم انتقلت إلى العروي بالقرب من مدينة الناظور . وهناك كتبت روايتها "عائشة المتمردة" سنة 1982، ونشرتها مجلة جون أفريك. فلاقت نجاحًا كبيرًا وأصبحت من أكثر الكتب مبيعًا، خاصة في المغرب.
تزوجت حليمة بن حدو عام 1985 ، وتعيش الآن في إيل دو فرانس وما زالت مستمرة في الكتابة . و هي أيضا منغمسة في شغفها الآخر وهو الفن التشكلي .
وصدرت روايتها الثانية في فبراير سنة 2010 عن دار النشر دي لا هارماتان : كبرياء الأب .

### الروابط الداخلية
- قائمة الكتاب المغاربة

### روابط خارجية
1. ↑  Anne Commire; Deborah Klezmer, eds. (2006). Dictionary of Women Worldwide: 25,000 Women Through the Ages (بالإنجليزية). Detroit: Gale, Yorkin Publications. ISBN:978-0-7876-7585-1. OCLC:1055216794. OL:8147105M. QID:Q105802405.